# Erika Kliokmanaitė
Erika Kliokmanaitė (* 13. Januar 1985 in Kaunas) ist eine litauische Beachvolleyball- und eine ehemalige Volleyballspielerin, die sowohl in der Halle als auch im Sand die litauische Meisterschaft gewann.

## Karriere Halle
Auf der ersten Station ihrer Hallenkarriere belegte Erika Kliokmanaitė in der Saison 2007/08 mit dem Club aus ihrem Geburtsort TK „Kaunas“ -VDU den achten Rang in der baltischen Liga. In den folgenden beiden Jahren war sie in Spanien aktiv. Dort erreichte sie mit CVB Barça in der zweiten Liga jeweils den vierten Platz in Meisterschaft und Pokal, mit Haro Rioja Vóley wurde sie Fünfte in der Superliga und Dritte im Cup. Die folgende Spielzeit verbrachte die Diagonalangreiferin in Schweden, wo sie mit Katrineholms VK den dritten Rang in der Liga erkämpfte und im Pokalfinale stand. Anschließend kehrte sie in ihr Heimatland zurück und gewann mit Jonavos „Aušrinė-KKSC“ die litauische Meisterschaft.
Von 2014 bis 2016 blieb die aus Kaunas stammende Athletin in Frankreich zum ersten Mal länger als eine Spielzeit bei einem Verein und gewann im zweiten Jahr mit Stella Calais Volley Ball den französischen Amateur-Pokal. Inzwischen war sie in die Nationalmannschaft Litauens berufen worden. Es gelang jedoch weder 2013/14 in der Qualifikation für die WM noch 2014 und 2017 in den Ausscheidungskämpfen für die Europameisterschaft die Endrunden erreichen. Besser lief es in der belgischen Liga in der Saison 2016/17 mit Charleroi Volley auf dem dritten Platz im Endklassement. Im Anschluss wechselte Kliokmanaitė noch einmal für zwei Spielzeiten zu CVB Barça, mit dem sechsten Rang 2017 als bester Platzierung. Anschließend wurde sie in Israel noch Vizemeisterin, bevor sie nach der Saison 2018/19 beim spanischen Zweitligaclub CV Grau Castelló ihre Hallenkarriere beendete.

## Karriere Beach
Nach den Plätzen 18 und 23 bei den U20-Europameisterschaften in den Jahren 2003 und 2004 legte Erika Kliokmanaitė eine längere Beachvolleyballpause ein. Sie spielte 2014 mit Monika Šalkuté und 2015 mit Irina Zobnina jeweils bei einer Veranstaltung, bevor sie in ihrer spanischen Zeit von 2017 bis 2019 mit Nuria Bouza einige Erfolge auf der Iberischen Halbinsel erzielte. Das Duo gewann vier nationale Turniere, stand zusätzlich noch ein weiteres Mal im Finale und erhielt viermal die Bronzemedaille. Ihren letzten Wettbewerb des Jahres 2019 bestritt Kliokmanaitė mit Monika Paulikienė wieder in ihrem Heimatland, der litauische Meistertitel war der Lohn.
Nach einer Pause in der folgenden Spielzeit wurde die Estin Kadri Puri für vier Events die neue Partnerin der in der zweitgrößten Stadt Litauens geborenen Sportlerin, die Plätze eins, zwei und drei sowie ein fünfter Rang in Spanien waren das Resultat. Im weiteren Verlauf der Saison bildete das Meisterpaar von 2019 wieder ein Team. Die beiden gewannen ihre ersten beiden Turniere im Jahr 2022, darunter das Future in Klaipėda in ihrem Heimatland, und erreichten anschließend das Halbfinale in Balıkesir. Die heimische Landesmeisterschaft konnten sie zum zweiten Mal in dieser Zusammensetzung für sich siegreich gestalten. Bei der darauf folgenden EM in München blieb das litauische Team trotz zweier Satzgewinne sieglos. Dies war ihre letzte gemeinsame Veranstaltung. Erika Kliokmanaitė bestritt seitdem kein Turnier mehr.